# Regina Vossen
Regina Vossen (* 8. September 1962 in West-Berlin) ist eine ehemalige deutsche Volleyballspielerin.
Regina Vossen erlernte das Volleyballspiel in West-Berlin beim TSV Rudow. 1981 wechselte sie nach München zum SV Lohhof, mit dem sie von 1982 bis 1984 je dreimal Deutscher Meister und Deutscher Pokalsieger wurde. 1984 nahm sie mit der bundesdeutschen Volleyball-Nationalmannschaft an den Olympischen Spielen in Los Angeles teil und belegte dort den sechsten Platz. Danach ging Regina Vossen zur TG Viktoria Augsburg, wo sie 1985 Deutscher Meister, Deutscher Pokalsieger und CEV-Pokalsieger wurde. Nach einer schweren Knieverletzung musste sie im November 1985 ihre Karriere beenden.